# Distretto di Anantapur
Il distretto di Anantapur è un distretto dell'Andhra Pradesh, in India, di 3 640 478 abitanti. Il suo capoluogo è Anantapur.

## Amministrazioni
Il distretto è suddiviso in 63 comuni (detti mandal) a loro volta raggruppati in tre divisioni tributarie: Anantapur (che raggruppa 20 comuni), Dharmavaram (17 comuni) e Penukonda (26 comuni).
Dei 63 comuni, 7 sono classificati come municipalità (municipality) e precisamente Anantapur (il capoluogo), Dharmavaram, Guntakal, Hindupur, Kadiri, Rayadurg e Tadipatri. 
- Divisione tributaria di Anantapur: Anantapur (sede), Atmakur, B. K. Samudram, Garlandinne, Gooty, Guntakal, Kudair, Narpala, Pamidi, Peddapappur, Peddavadugur, Putlur, Raptadu, Singanamala, Tadpatri, Uravakonda, Vajrakarur, Vidapanakal, Yadiki, Yellanur.

- Divisione tributaria di Dharmavaram: Bathalapalli, Beluguppa, Bommanahal, Brahma Samudram, C. K. Palli, Dharmavaram (sede), D. Hirehal, Gummagatta, Kalyandurg, Kambadur, Kanaganapalli, Kanekal, Kundurpi, Ramagiri, Rayadurg, Settur, Tadimarri.

- Divisione tributaria di Penukonda: Agali, Amadagur, Amarapuram, Bukkapatnam, Chilimathur, Gandlapenta, Gorantla, Gudibanda, Hindupur, Kadiri, Kothacheruvu, Lepakshi, Madakasira, Mudigubba, Nallacheruvu, Nallamada, N. P. Kunta, O. D. Cheruvu, Parigi, Penukonda (sede), Puttaparthi, Roddam, Rolla, Somandepalli, Talapula, Tanakal.[3]